# Pont Marco-Polo
Le pont Marco-Polo, aussi appelé pont de Lugou ou Lou-Kou-Chiao (chinois simplifié : 卢沟桥 ; chinois traditionnel : 盧溝橋 ; pinyin : Lúgōu Qiáo), est un célèbre pont de pierre situé à 15 km à l'extérieur de Pékin, enjambant la rivière Yongding. Le pont de Lugou est surtout connu pour son évocation par le voyageur vénitien Marco Polo pendant son voyage en Chine au XIIIe siècle, d'où l'appellation occidentale de pont Marco-Polo, et pour l'incident du pont Marco-Polo, qui marqua le début de la seconde guerre sino-japonaise.

## Histoire

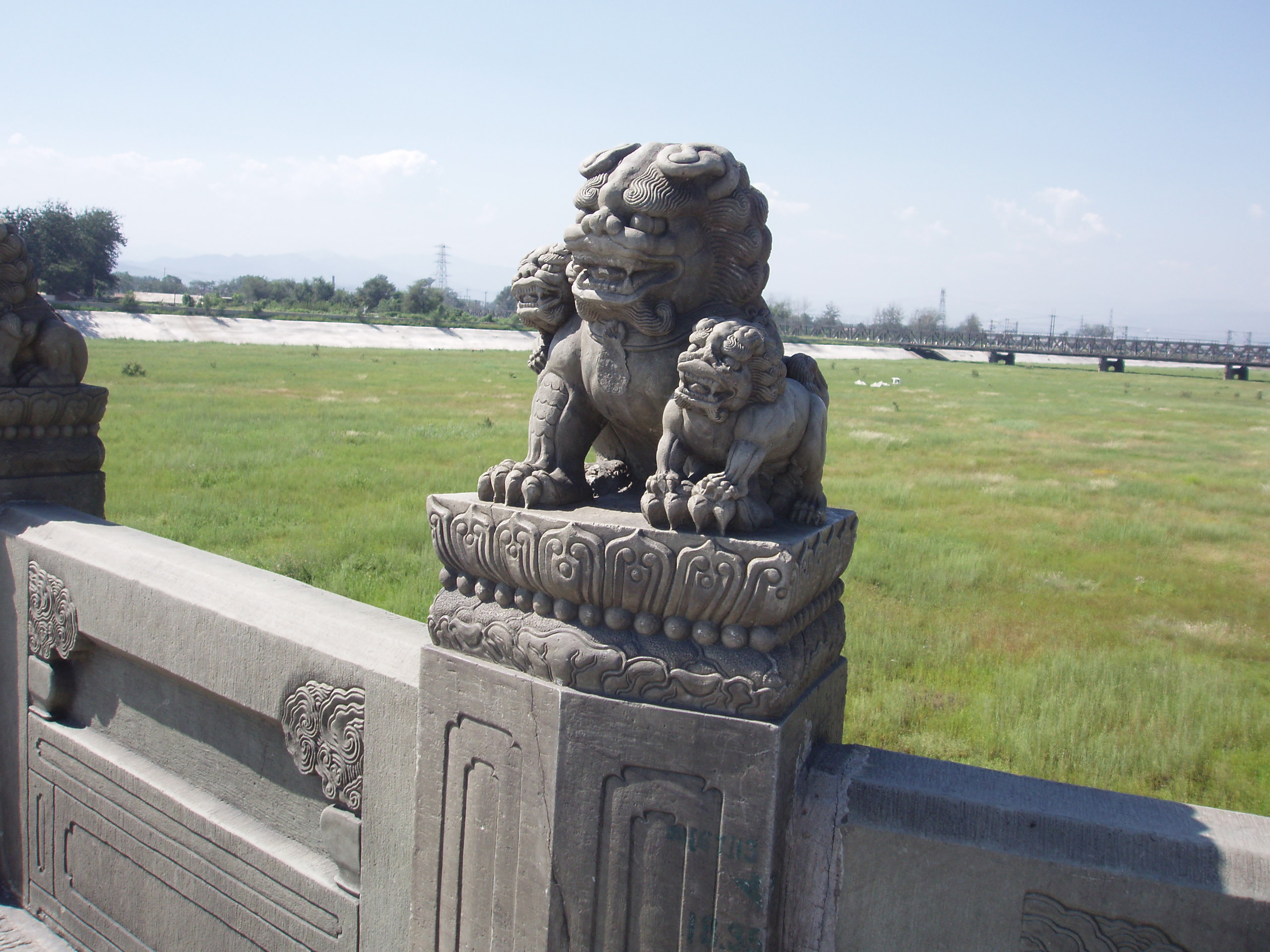
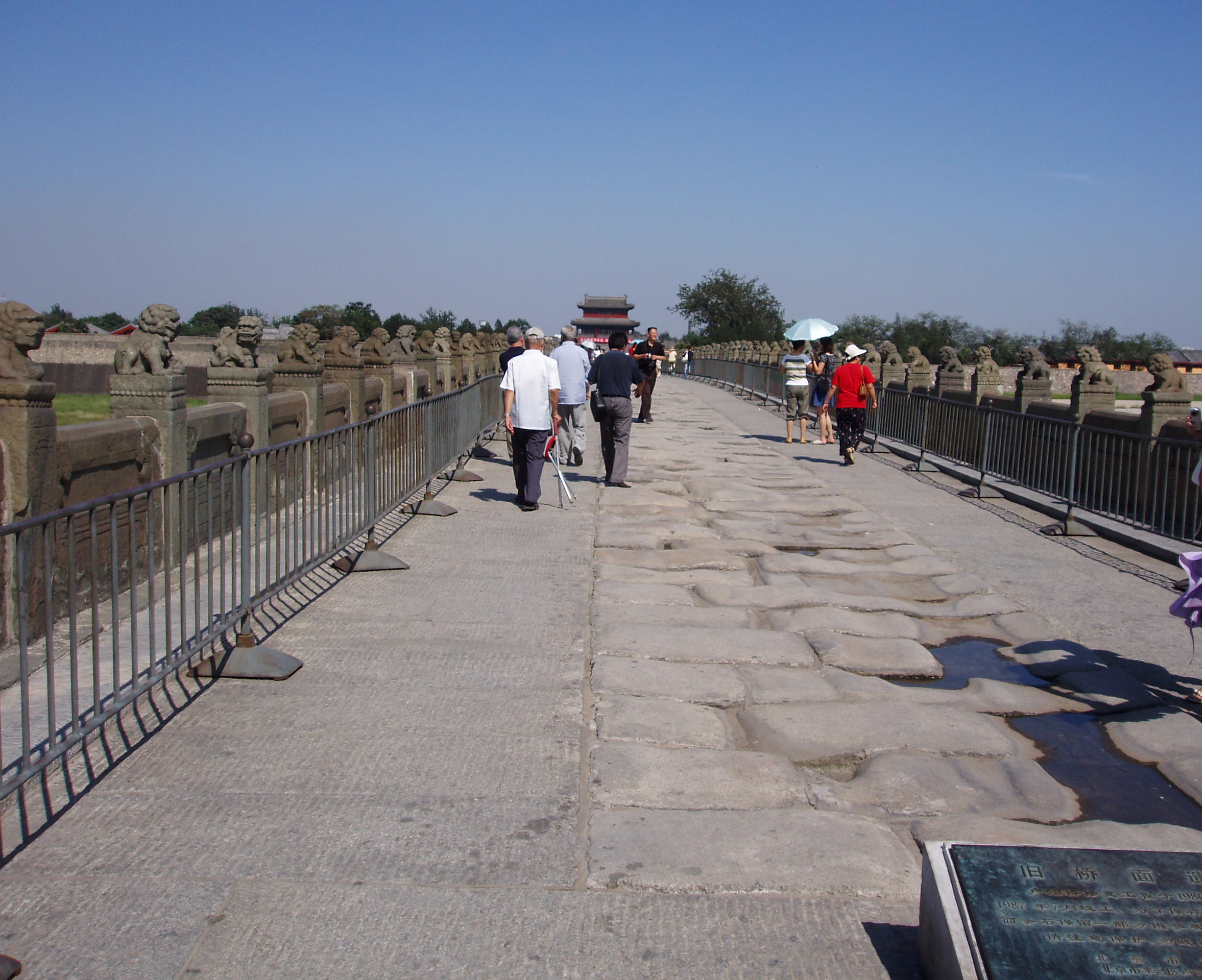
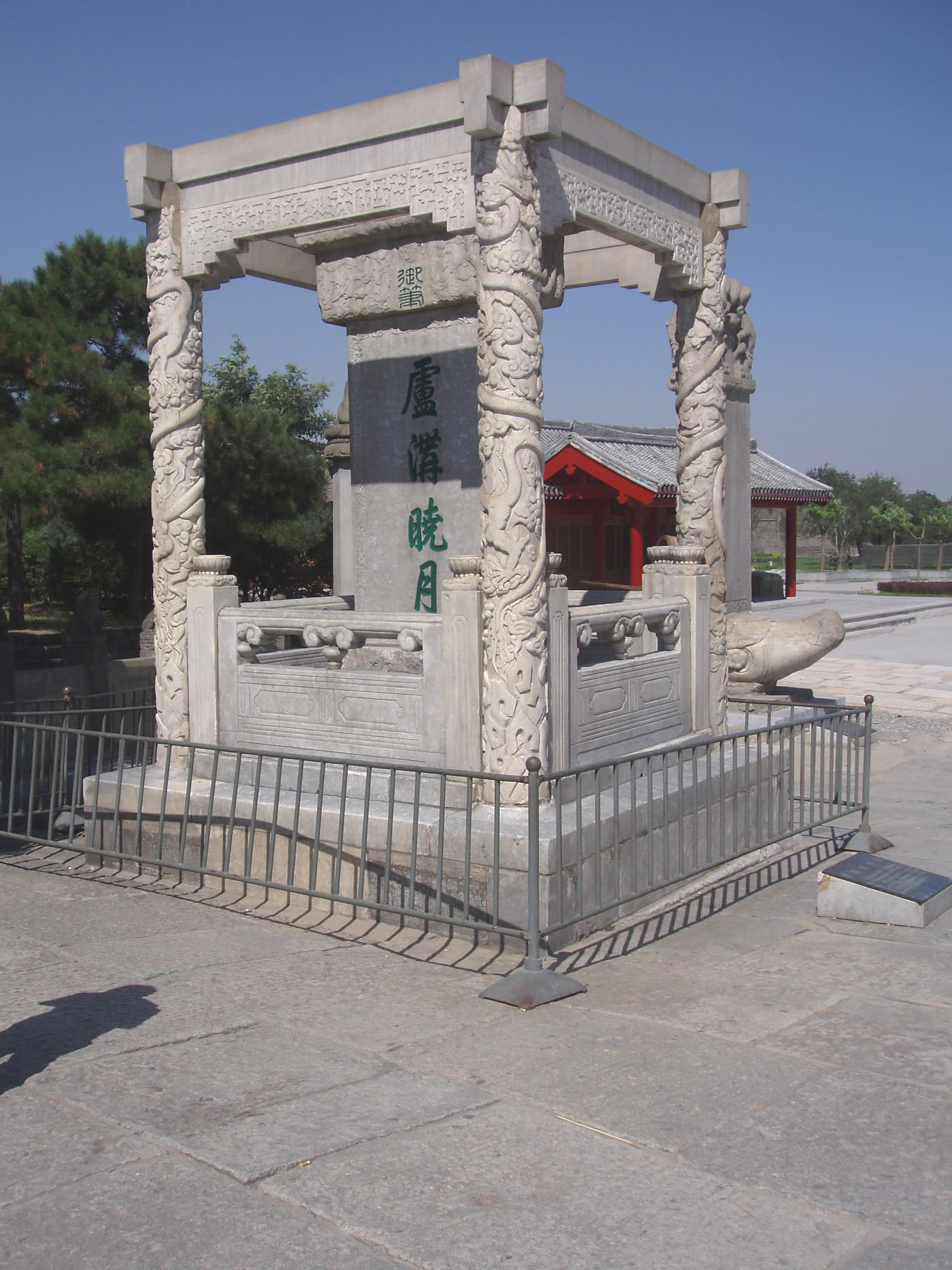

La construction du pont originel sur ce site commença en 1189 et fut terminée en 1192. Il fut reconstruit en 1698. Le pont de Lugou fait 266,5 mètres de longueur par 9,3 mètres de largeur. En plus d'être célèbre pour ses caractéristiques esthétiques, le pont de Lugou est aussi considéré comme un chef-d'œuvre architectural. Il a été construit avec un granite solide, avec une arche centrale large flanquée de dix plus petites.
Sur la balustrade, 281 piliers soutiennent autant de lions de pierre. Le plus fascinant à propos de ces bêtes, c'est qu'ils cachent d'autres petits lions sur leur tête, leur dos, leur ventre ou leurs pattes. Des recherches visant à déterminer le nombre total d'animaux ont été menées avec divers résultats, allant de 482 à 496. Pourtant, des documents disent qu'il y avait à l'origine un total de 627 lions. La posture de chaque lion varie, ainsi que leur ancienneté. La plupart datent de la dynastie Ming (1368-1644) ou de la dynastie Qing (1644-1911), quelques-uns de la plus ancienne dynastie Yuan (1271-1368) ; et d'autres enfin, plus rares, remontent à la deuxième dynastie Jin (1115-1234).
Quatre colonnes ornementales de 4,65 m de hauteur et une stèle gravée de marbre blanc se dressent à chaque extrémité du pont. L'une des stèles relate la reconstruction du pont par l'empereur Kangxi de la dynastie Qing (1644-1911) en 1698. L'autre est ornée d'une calligraphie de l'empereur Qianlong, petit-fils de Kangxi. Elle se lit la lune du matin au-dessus de Lugou.
Le pont Marco Polo rappelle des souvenirs douloureux de l'histoire de la Chine moderne. C'est là que débuta le 7 juillet 1937 la seconde guerre sino-japonaise, qui durera huit ans, jusqu'à la reddition du Japon le 15 août 1945 (voir Incident du pont Marco Polo). À proximité du pont le Musée de la Guerre de résistance du peuple chinois contre l'agression japonaise (en) a été ouvert le 7 juillet 1987 pour les 50 ans de l'incident.

## Description de Marco Polo
« Dessus ce fleuve il y a un moult beau pont de pierre, car sachez qu'il y en a peu de si beaux. Et est ainsi fait. Il est long de bien 300 pas et en a de large bien 8, car bien peuvent aller dessus 10 hommes à cheval de front. Il a 24 arches et 24 piles en l'eau, et est tout de marbre bis (gris brun), moult beaux et bien fait et bien assis. Il y a, de chaque côté du pont, par-dessus, un mur de tables de marbre et de colonnes ainsi fait. Il y a, en tête, une colonne de marbre, et dessous la colonne un lion de marbre. Si que la colonne est dessus les reins du lion. Et par dessus cette colonne, il y a un autre lion de marbre, lesquels lions sont moult beaux et grands et bien sculptés subtilement. Et loin de cette colonne loin un pas, il y a une autre colonne dessus les reins d'un lion, aussi faite ni plus ni moins comme la première, avec 2 lions. Et de l'une colonne à l'autre il est clos de tables de marbre bis pour que les gens ne tombent en l'eau. Et ainsi va de long en long d'un côté et de l'autre, par quoi c'est une moult belle chose à voir. »